# Flaga Białoruskiej SRR
Białoruś, najpierw jako państwo socjalistyczne w latach 1919–1924, później jako jedna z republik radzieckich w składzie ZSRR w latach 1924–1991, posiadała kolejno pięć flag. Dominującym kolorem flagi była czerwień – barwa flagi ZSRR. Kolor ten od czasów Komuny Paryskiej był symbolem ruchu komunistycznego i robotniczego, jako nawiązanie do przelanej przez robotników krwi.

## Flaga Socjalistycznej Radzieckiej Republiki Białorusi w roku 1919
Socjalistyczna Radziecka Republika Białorusi została proklamowana 1 stycznia 1919 roku i istniała do 27 lutego 1919 roku. 3 lutego 1919 roku została przyjęta Konstytucja, której Artykuł 2 Rozdziału trzeciego ustanawiał flagę państwa:

Handlowa i wojskowa flaga SRRB składa się z płatu tkaniny w kolorze czerwonym (szkarłatnym), w górnym lewym rogu, u drzewca, umieszczone są złote litery ССРБ bądź napis: Социалистическая Советская Республика Белоруссии.

## Flaga Litbiełu 1919–1920
Od 27 lutego 1919 roku do 6 czerwca 1920 roku w utworzonym z terytoriów ówczesnej Białoruskiej i Litewskiej SRR państwie Litbieł za flagę uznawano czerwony płat tkaniny, mimo że nie wydano nigdy żadnego rozporządzenia, regulującego tę kwestię.

## Flaga Socjalistycznej Radzieckiej Republiki Białorusi 1920–1937
31 lipca 1920 roku została reaktowana Socjalistyczna Radziecka Republika Białorusi (SRRB) – Социалистическая Советская Республика Белоруссии (ССРБ), w której używano flagi z 1919 roku z dodaniem abrewiatury ССРБ. Wizerunek flagi nie zachował się, został zrekonstruowany na podstawie opisu. 30 grudnia 1922 roku SRRB weszła w skład ZSRR, a we wrześniu 1924 roku białoruska Rada Komisarzy Ludowych, Sownarkom, zaproponowała nową flagę państwa – czerwoną z wizerunkiem godła przy drzewcu.
Od 8 października do 9 grudnia 1924 roku Białoruski Instytut Kultury pracował nad projektem nowej flagi. 10 grudnia 1924 roku Sownarkom i Centralna Komisja Wyborcza (ЦИК) protokołem nr 51 zatwierdziły projekt rysunku flagi: sierp i młot w wieńcu z żółtych kłosów i gałęzi dębowej na czerwonym płacie tkaniny, napis БССР na białoruskim ornamencie, u góry pięciopromienna gwiazda. Protokół nie został opublikowany.
Zgodnie z artykułem 75 Konstytucji Białoruskiej SRR z 1927 roku flaga SRRB była czerwona, u góry przy drzewcu została umieszczona abrewiatura БССР w kolorze złotym. Po raz pierwszy wykonany został także etalon flagi.

## Flaga Białoruskiej Socjalistycznej Republiki Radzieckiej

### 1937–1940
10 lutego 1937 roku została przyjęta nowa Konstytucja Białoruskiej SRR. Flaga została opisana w artykule 120:

Flaga państwowa Białoruskiej SRR składa się z czerwonego płatu tkaniny z wizerunkiem w jego górnym rogu przy drzewcu złotego sierpa i młota, nad nimi – czerwonej pięciopromiennej gwiazdy, otoczonej złotym obramowaniem, pod sierpem i młotem złote litery – БССР. Stosunek szerokości do długości wynosi 1:2.

5 kwietnia 1937 roku Prezydium Centralnej Komisji Wyborczej Białoruskiej SRR wydało ustawę „O państwowym godle i fladze BSRR”, które zatwierdzało oficjalny wygląd godła i flagi.

### 1940–1951
W 1940 roku zrezygnowano z używania na fladze sierpa i młota. Na czerwonym płacie tkaniny pozostał złoty napis БССР w obramowaniu.

### 1951–1991
W 1951 roku Rada Wyższa wystąpiła do Akademii Nauk o zaprojektowanie nowej flagi państwowej. Do elementów, znajdujących się na fladze dodano ludowy ornament, wyhaftowany przez Matrionę Markiewicz – chłopkę ze wsi Kościeliszcze powiatu sienneńskiego. Praca była wykonana w 1917 roku i nazwana „Wschodzące słońce” – Восходящее солнце. Malarz Michaił Iwanowicz Gusiew wykonał szkic, a 25 grudnia 1951 roku Prezydium Rady Wyższej Białoruskiej SRR zatwierdziło wzór nowej flagi. Na czerwonym płacie tkaniny u góry przy drzewcu zostały umieszczone złoty sierp i młot oraz czerwona gwiazda. U dołu dodano poziomy zielony pas o szerokości 1/3 zajmujący szerokości flagi, przy drzewcu – pionowy pas ornamentu o szerokości 1/9 długości flagi. Na mocy ustawy z 27 marca 1952 roku etalon flagi został zatwierdzony. Rozporządzenie Rady Wyższej o fladze zostało podpisane 8 maja 1956 roku, a 9 kwietnia 1981 roku w nowej redakcji tego rozporządzenia zostało zaznaczone, że na odwrocie flagi nie ma sierpa, młota i gwiazdy.
| Ewolucja flagi BSRR   | Ewolucja flagi BSRR | Ewolucja flagi BSRR | Ewolucja flagi BSRR | Ewolucja flagi BSRR |
| --------------------- | ------------------- | ------------------- | ------------------- | ------------------- |
|                       |                     |                     |                     |                     |
| SSRB 1919 i 1920–1937 | Litbieł 1919–1920   | BSRR 1937–1940      | BSRR 1940–1951      |                     |